# Axiotea de Fliunte
Axiotea de Fliunte (en griego: Ἀξιοθέα Φλειασία:  fl. c. 350 a. C.) fue una filósofa griega , que estudió con Platón y Espeusipo.
Nació en Fliunte, una ciudad antigua en el Peloponeso, la cual estaba bajo la regla Espartana, cuándo Platón fundó su Academia. Axiotea, es sabido por Temistio, que leyó la República de Platón y entonces viajó a Atenas para ser su estudiante. Según Dicearco, para no parece una hetera, , Axiotea vistió de hombre a  durante su estancia en la Academia de Platón. Tras la muerte de Platón, continuó sus estudios con Espeusipo, sobrino de Platón.
Un fragmento de los papiros de Oxirrinco menciona a una mujer no identificada que estudió con Platón, Espeusipo, y Menedemo de Eretria. Esta mujer es probablemente Axiotea o Lastenia de Mantinea.